# Nampteuil-sous-Muret
Nampteuil-sous-Muret è un comune francese di 80 abitanti situato nel dipartimento dell'Aisne della regione dell'Alta Francia.

## Società

### Evoluzione demografica
Abitanti censiti